# Mamadu Candé
Muhammad Youssuf Candé (Cascais, 29 de Agosto de 1990) é um futebolista profissional, nascido em Portugal, mas com nacionalidade portuguesa e guineense, que atua como defesa esquerdo.

## Carreira
Mamadu Candé representou o elenco da Seleção Guineense de Futebol na Campeonato Africano das Nações de 2017.